# Transports dans l'Aube

Les transports dans le département français de l'Aube sont principalement organisé autour de l'agglomération de Troyes, préfecture et principale ville du département. Carrefour autoroutier, Troyes est la seule agglomération du département dotée d'un réseau de transport urbain. En-dehors de Troyes, le département, rural et en déclin démographique, est largement délaissé par les grandes infrastructures de transport : l'Aube ne compte plus qu'une seule ligne ferroviaire et cinq gares ouvertes aux voyageurs — ce qui en fait l'un des départements les moins bien desservis par le réseau SNCF — et ses 152 kilomètres d'autoroutes ne comptent que sept échangeurs — dont quatre dans l'agglomération de Troyes.

## Transport routier

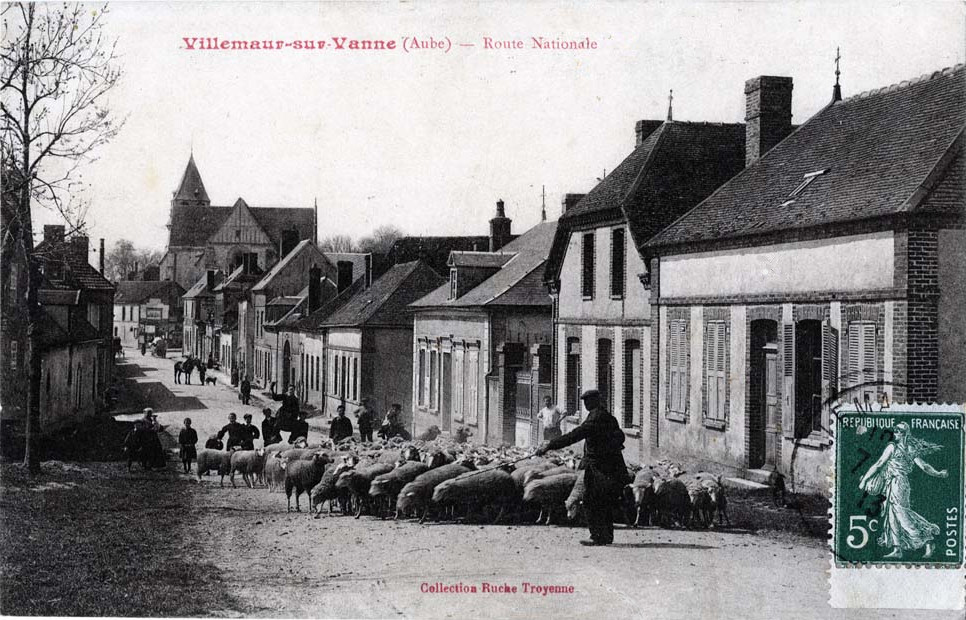
La route nationale 60 à Villemaur-sur-Vanne en 1913.

### Infrastructures routières
L'agglomération de Troyes est située au carrefour de deux autoroutes concédées et payantes : l'autoroute A5, qui relie Paris à Chaumont et Langres, et l'autoroute A26, qui relie Troyes à Reims et aux Hauts-de-France. Le prolongement de ce second axe vers Auxerre et Nevers, sous forme autoroutière ou d'aménagement à 2x2 voies de la route nationale 77, n'est qu'à l'état de projet.
L'agglomération de Troyes est entourée par une ceinture périphérique en partie aménagée à 2x2 voies, la route départementale 610 (ex-route nationale 210).
De nombreuses anciennes routes nationales aujourd'hui déclassées assuraient le maillage du territoire. Ces dernières, dont le trafic est resté modéré, ne sont que rarement équipées de déviations des agglomérations ou de voies de dépassement.

### Transport collectif de voyageurs
L'Aube est desservie par le réseau régional de transport routier Fluo Grand Est. Aucune ligne régulière exclusivement commerciale n'existe, à l'exception de la ligne rapide C140 reliant Troyes à Reims, mais certaines lignes sont à vocation mixte scolaire et commerciale.

### Covoiturage et autopartage
En septembre 2021, l'Aube a étendu dans tout le département le déploiement de l'application de covoiturage Karos, déjà disponible dans le périmètre de Troyes Champagne Métropole (TCM) depuis 2019. L'objectif est de cibler les trajets domicile-travail, mais aussi les déplacements liés aux loisirs et aux études.Pour le déploiement de l'application, le département a bénéficié d'une aide de l’État d'un montant de 124 883 € en 2023 et d'un montant de 18 234 € en 2024, dans le cadre du Fonds Vert.

## Transport ferroviaire

### Historique

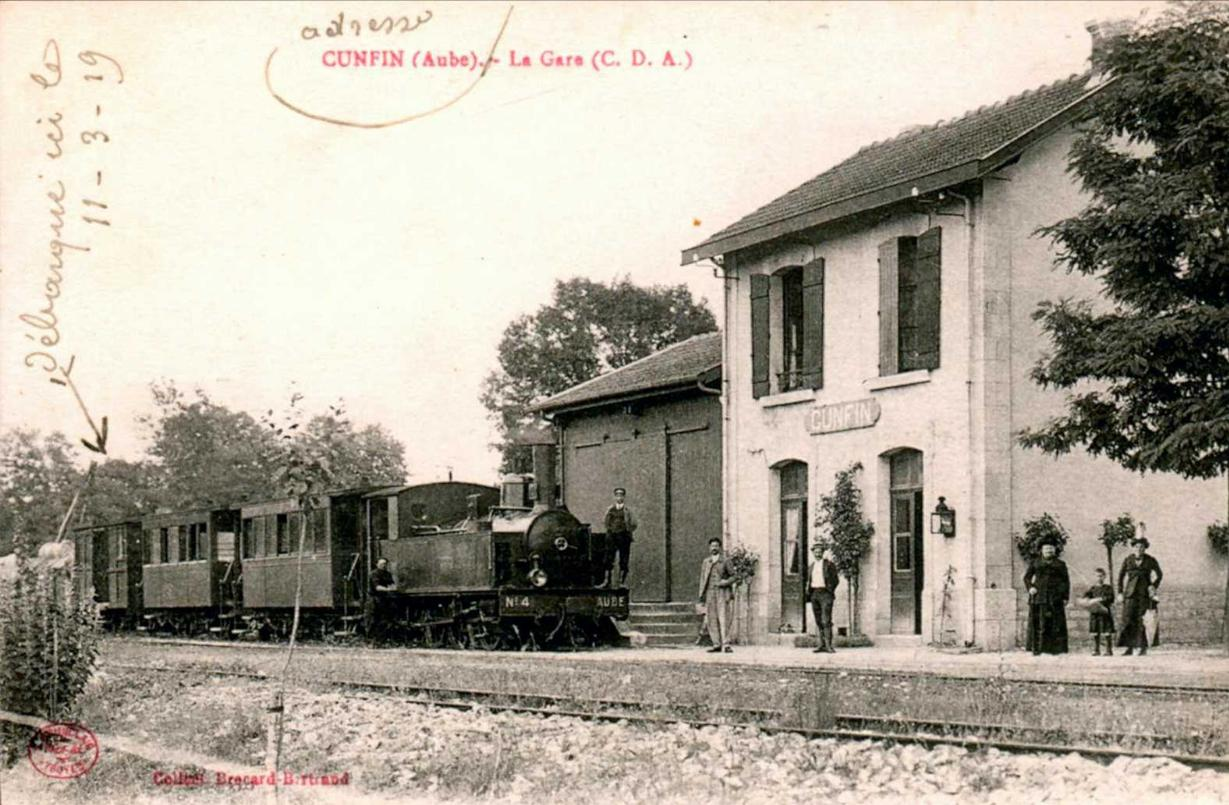
La gare de Cunfin des Chemins de fer départementaux de l'Aube.

Troyes est reliée dès 1848 à Paris par chemin de fer (d'abord depuis la gare de Lyon, puis la gare de l'Est à partir de 1857). Le réseau d’intérêt général a principalement été développé par la Compagnie des chemins de fer de l'Est au cours de la deuxième moitié du XIXe siècle. En 1900, Troyes est au cœur d'une étoile ferroviaire à sept branches, dont six à double voie, reliées par plusieurs raccordements permettant d'éviter des rebroussements dans la gare de la ville. Le chemin de fer d’intérêt général atteignait alors la plupart des villes et bourgs du département, dont Arcis-sur-Aube, Bar-sur-Aube, Bar-sur-Seine, Brienne-le-Château, Chavanges, Ervy-le-Châtel, Estissac, Nogent-sur-Seine, Piney, Romilly-sur-Seine et Vendeuvre-sur-Barse.
L'Aube a également été desservie à partir de 1901 par les Chemins de fer départementaux de l'Aube (chemin de fer d’intérêt local), dont le réseau est resté limité à deux petites lignes autour de Polisot. À partir de 1901, Nogent-sur-Seine est par ailleurs atteinte par une ligne des Chemins de fer départementaux de l'Yonne.
Ce réseau, dont la densité s'expliquait en partie par des considérations militaires, commencera à se réduire fortement dès les années 1930 et surtout après-guerre. Depuis 1996, la ligne de Paris-Est à Mulhouse est la seule ligne ferroviaire voyageurs du département, et jusqu'en 2022, le département ne possédait aucune ligne électrifiée.
|                                             |
| Le réseau ferroviaire à son apogée en 1930. |

|                                     |
| Le réseau ferroviaire de nos jours. |

|                                                    |
| Carte animée de l’évolution du réseau ferroviaire. |

### Situation actuelle

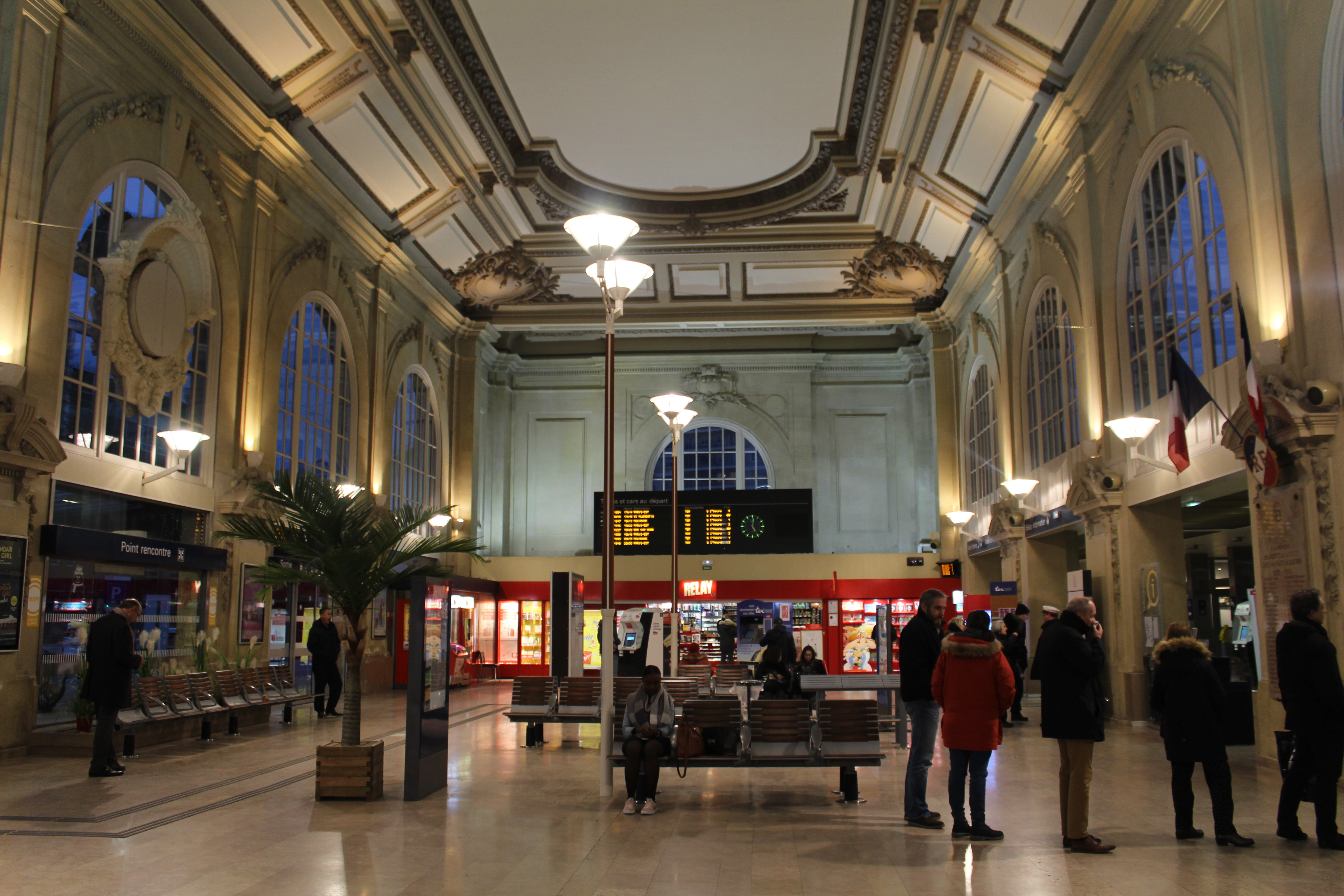
Le hall de la gare de Troyes en 2017.

La principale gare de département est celle de Troyes, avec plus d'un million de voyageurs en 2019 ; les autres gares, Romilly-sur-Seine, Nogent-sur-Seine, Bar-sur-Aube et Vendeuvre-sur-Barse ont une fréquentation annuelle entre 44 000 et 327 000 voyageurs en 2019.
L'Aube n'est traversée que par une seule ligne ouverte aux voyageurs, la ligne de Paris-Est à Mulhouse-Ville. Cette ligne est parcourue par des trains TER Grand Est (ou TER Fluo). Depuis 2022, la ligne est électrifiée de Paris à Nogent-sur-Seine, et cette électrification doit être prolongée jusqu'à Troyes vers 2027-2028.
Des trains de fret continuent de parcourir plusieurs lignes fermées aux voyageurs.

## Transport fluvial
La Seine est navigable à gabarit moyen (classe III CEMT) jusqu'à Nogent-sur-Seine, dont le port fluvial a traité 500 000 tonnes de marchandises en 2019 ; en amont, la Seine est au gabarit Freycinet (classe I) jusqu'à Marcilly-sur-Seine.

## Transport aérien
L'aéroport de Troyes - Barberey (ou Troyes en Champagne) n'accueille plus de vols commerciaux réguliers, mais reste le principal aérodrome du département pour l'aviation d'affaires, de tourisme, de loisirs ou de services publics. 
Les autres aérodromes du département sont ceux de Bar-sur-Seine, Brienne-le-Château et Juvancourt ; l'aérodrome de Romilly-sur-Seine a fermé en 2011.

## Transports en commun urbains et périurbains

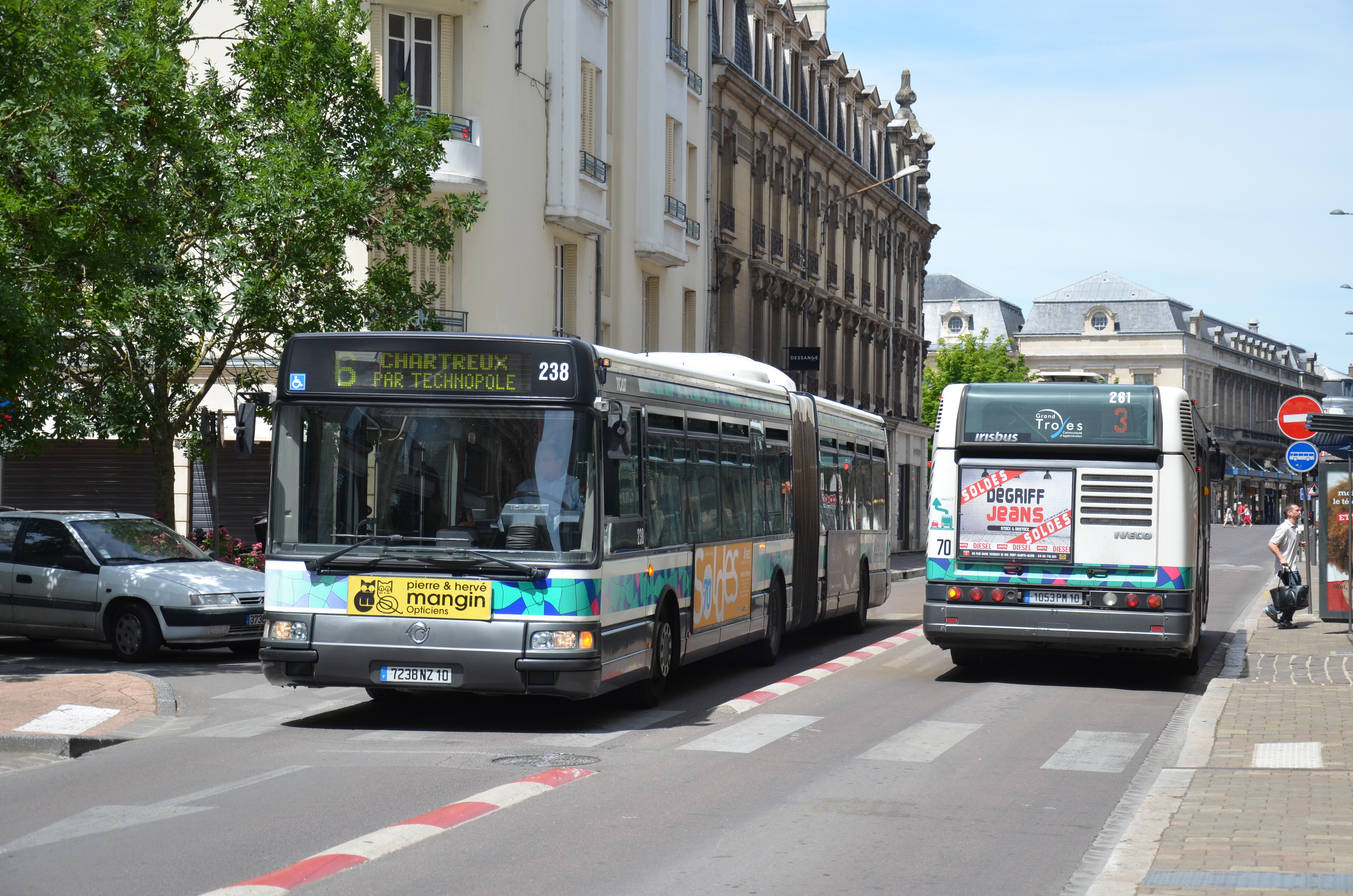
Croisement de deux autobus urbains dans le centre-ville de Troyes.

Troyes Champagne Métropole et la communauté de communes des Portes de Romilly-sur-Seine sont autorités organisatrices de la mobilité sur leur territoire ; seule la première semble toutefois organiser des services de transport dans son ressort territorial. Le réseau de bus TCAT comprend notamment 11 lignes régulières en semaine et 14 lignes de transport à la demande desservant l'agglomération de Troyes.
Troyes a également été desservie par un réseau de tramway de 1899 à 1950.

## Modes doux
Le département est traversé par plusieurs voies vertes, véloroutes et sentiers de grande randonnée.